# Coppa dell'Imperatore 1975
La Coppa dell'Imperatore 1975 è stata la cinquantacinquesima edizione della coppa nazionale giapponese di calcio.

## Formula
Vengono confermati formato e criteri di ammissione alla competizione, con 26 squadre ai nastri di partenza.

## Squadre partecipanti
Japan Soccer League
- Mitsubishi HI
- Hitachi
- Yanmar Diesel
- Fujita Kogyo
- Furukawa Electric
- Nippon Steel
- Toyota Motors
- Toyo Kogyo
- Nippon Kokan
- Eidai Sangyo

Squadre regionali
- Chūō Daigaku (Kantō)
- Hosei Daigaku (Kantō)
- Kyūshū University (Kyūshū)
- NTTPC Kinki (Kansai)
- Osaka Shodai (Kinki)
- Teijin Matsuyama (Shikoku)
- Waseda Daigaku (Kantō)
- Osaka Taidai (Kansai)
- Tanabe Pharma (Kansai)
- Yamaha Motors (Tokai)
- Hakodate (Hokkaidō)
- Mitsubishi Oil (Chūgoku)
- Nissei Plastic Ind. (Hokuriku)
- Nippon Steel Kamaishi (Tohoku)
- Chukyo University (Tokai)
- Meiji Daigaku (Kantō)

## Date
Gli incontri di semifinale e la finale si sono svolti al National Stadium di Tokyo.
| Turno            | Data                |                 |
| ---------------- | ------------------- | --------------- |
| Primo turno      | 14-18 dicembre 1975 |                 |
| Secondo turno    | 21 dicembre 1975    |                 |
| Quarti di finale | 27-28 dicembre 1975 |                 |
| Semifinali       | 30 dicembre 1975    |                 |
| Finale           | 1º gennaio 1976     | 1º gennaio 1976 |

## Risultati

### Primo turno
| Squadra 1             | Risultato          | Squadra 2         |
| --------------------- | ------------------ | ----------------- |
| Nippon Kokan          | 2 - 0              | Waseda Daigaku    |
| Tanabe Pharma         | 1 - 3 (d.t.s.)     | Eidai Sangyo      |
| Osaka Taidai          | 1 - 2              | Chukyo University |
| Yamaha Motors         | 2 - 0              | Hosei Daigaku     |
| Kyūshū University     | 2 - 0              | NTTPC Kinki       |
| Hakodate              | 0 - 6              | Chūō Daigaku      |
| Mitsubishi Oil        | 0 - 1              | Teijin Matsuyama  |
| Nissei Plastic Ind.   | 1 - 3              | Meiji Daigaku     |
| Toyota Motors         | 2 - 2 (5-4 d.c.r.) | Osaka Shodai      |
| Nippon Steel Kamaishi | 0 - 4              | Fujita Kogyo      |

### Secondo turno
| Squadra 1         | Risultato          | Squadra 2     |
| ----------------- | ------------------ | ------------- |
| Nippon Kokan      | 1 - 1 (3-2 d.c.r.) | Eidai Sangyo  |
| Chukyo University | 0 - 3              | Hitachi       |
| Nippon Steel      | 2 - 1 (d.t.s.)     | Yamaha Motors |
| Kyūshū University | 0 - 4              | Yanmar Diesel |
| Mitsubishi HI     | 1 - 0              | Chūō Daigaku  |
| Teijin Matsuyama  | 0 - 2              | Toyo Kogyo    |
| Furukawa Electric | 3 - 1              | Meiji Daigaku |
| Toyota Motors     | 0 - 1              | Fujita Kogyo  |

### Quarti di finale
| Squadra 1         | Risultato | Squadra 2     |
| ----------------- | --------- | ------------- |
| Nippon Kokan      | 0 - 1     | Hitachi       |
| Nippon Steel      | 0 - 2     | Yanmar Diesel |
| Mitsubishi HI     | 2 - 1     | Toyo Kogyo    |
| Furukawa Electric | 1 - 2     | Fujita Kogyo  |

### Semifinali
| Squadra 1     | Risultato | Squadra 2     |
| ------------- | --------- | ------------- |
| Hitachi       | 1 - 0     | Yanmar Diesel |
| Mitsubishi HI | 0 - 1     | Fujita Kogyo  |

### Finale
| Tokyo 1º gennaio 1976 | Fujita Kogyo | 0 – 2 | Hitachi | National Stadium |

| Fujita Kogyo | Hitachi |

| Fujita Kogyo    |   |                   |  |          |
|                 |   |                   |  |          |
| P               | - | Kazuya Sasaki     |  |          |
| D               | - | Tanaka            |  |          |
| D               | - | Iwashita          |  |          |
| D               | - | Keizō Imai        |  |          |
| D               | - | Hara              |  |          |
| C               | - | Yuji Waki         |  |          |
| C               | - | Hidemitsu Hanaoka |  |          |
| C               | - | Mitsuru Komaeda   |  |          |
| C               | - | Luiz Seihan Higa  |  | Uscita   |
| A               | - | Mitsuo Watanabe   |  |          |
| A               | - | Yuichi Kotaki     |  | Uscita   |
| A disposizione: |   |                   |  |          |
| D               | - | Carvalho          |  | Ingresso |
| A               | - | Kagei             |  | Ingresso |
| Allenatore:     |   |                   |  |          |
| Yoshinobu Ishii |   |                   |  |          |

| Hitachi            |    |                     |  |          |
|                    |    |                     |  |          |
| P                  | 1  | Tatsuhiko Seta      |  |          |
| D                  | 3  | Yoshitada Yamaguchi |  |          |
| D                  | -  | Masaki Yokotani     |  |          |
| D                  | 2  | Nobuo Kawakami      |  |          |
| D                  | 5  | Kazuhisa Kōno       |  |          |
| C                  | -  | Yoshida             |  |          |
| C                  | -  | Konishi             |  |          |
| C                  | 8  | Minoru Kobata       |  |          |
| C                  | -  | Machida             |  | Uscita   |
| A                  | 9  | Akira Matsunaga     |  |          |
| A                  | 11 | Shūsaku Hirasawa    |  |          |
| A disposizione:    |    |                     |  |          |
| C                  |    | Toshiki Kikuchi     |  | Ingresso |
| Allenatore:        |    |                     |  |          |
| Hidetoki Takahashi |    |                     |  |          |